# 北爪裕道
北爪 裕道（きたづめ ひろみち、1987年4月13日 - ）は、日本の音楽家、作曲家、コンピュータ音楽・電子音響音楽技術者。
学生時代より作曲や編曲に加え、指揮、ピアノ、コントラバスなどの演奏活動を行う。最近ではコンピュータ音楽・電子音響音楽作品の制作・技術協力や演奏、研究開発の仕事も多く手がける。東京芸術大学、桐朋学園大学、国立音楽大学、東京大学で講師を務め、現在、北海道教育大学准教授。
父は作曲家の北爪道夫、祖父はクラリネット奏者の北爪利世。曾祖父に漢学者の久保天随、大伯父に物理学者の久保亮五、高祖父に書画家の北爪有郷などがいる。

## 略歴
東京都出身。東京芸術大学音楽学部作曲科卒業、同大学院修了。並行して桐朋学園大学などで指揮を学ぶ。
文化庁新進芸術家海外研修制度、ローム ミュージック ファンデーションなどから給費を受け渡仏。パリ国立高等音楽院の作曲科第一課程、第二課程をともに首席で入学および卒業。並行してIRCAM（フランス国立音響音楽研究所）の作曲・コンピュータ音楽課程に首席採用され修了。
パリ音楽院在学中より東京芸術大学作曲科へ招聘され非常勤講師に着任。修了作品としてパリで初演された「自動演奏ピアノ、2人の打楽器奏者、アンサンブルと電子音響のための協奏曲」が芥川也寸志サントリー音楽賞にノミネート、サントリーホールで上演され話題となる。
2020年、2021年には京都芸術センター主催の個展企画「粒子の踊り」で、自作の演奏装置、舞台演出、奏者のアンサンブルからなる公演とインスタレーションの制作・展示を行う。
2023年、INTEG'Lab（インテグラボ）を設立。
2024年、IRCAMフォーラム（創立30周年記念特別エディション）の発表者に選出。

## 作品

### オーケストラ・大編成アンサンブル
- オーケストラのための幻想曲 (2008/09)
- 《浮世の絵師》〜独奏ヴァイオリンと邦楽器・バロック楽器混成オーケストラのための (2013, アンサンブル室町委嘱, 文化庁芸術祭参加公演, サントリー芸術財団佐治敬三賞受賞公演)
- Dot Actions 〜大アンサンブルと電子音響のための (2016, 出光音楽賞ノミネート)
- Vers une mécanique de l'esprit 〜声楽・器楽混成アンサンブルのための (2018, ロワイヨモン音楽祭参加作品, 新作委嘱賞受賞)
- 自動演奏ピアノ、2人の打楽器奏者、アンサンブルと電子音響のための協奏曲 (2018, パリ国立高等音楽院修了作品, 芥川作曲賞、出光音楽賞ノミネート)
- Spark Extensions 〜オーボエ・ソロとアンサンブルのための (2022, アンサンブル・コンテンポラリーアルファ委嘱)

### ソロ・デュオ
- Spontaneous Motion 〜フルートソロのための (2006/09)
- sparking 〜フルートソロのための (2011/12)
- けいれん 〜トランペットとピアノのための (2012, 曽我部清典委嘱)
- Gradations 〜チェロ独奏のための (2012, 山澤慧委嘱)
- 壊れた機械の小さなエチュード (Petite étude pour une machine détraquée) 〜ピアノのための (2014, パリ市立9区ナディア&リリー・ブーランジェ音楽院委嘱)
- Sign (兆し) 〜チェロ独奏のための (2020, 山澤慧委嘱)
- Metamorphosen 〜左手のピアノのための (2020, 左手のピアノ国際コンクール委嘱)
- クロマティクス 〜ヴァイオリンとピアノのための (2022, ROSCO委嘱)

### 室内楽／アンサンブル（器楽または声楽のみ）
- Multiplex 〜声楽アンサンブルのための (2013, ヴォクスマーナ委嘱)
- Ondulation 〜ソプラノ・サクソフォン、アコーディオン、ピアノのための（パリ音楽院現代音楽演奏科プロジェクト）
- 三色オペレーション 〜フルート、ヴァイオリン、ピアノのための (2015, リレーション'70委嘱)
- Disjonction 〜12人の器楽奏者のための (2015)
- Motorcaprice 〜フルートと弦楽四重奏のための (2015, キジアナ国際音楽祭参加作品)
- Respirations 〜笙、フルート、ヴィオラ、ハープのための (2016, パリ音楽協会EMUNA委嘱)
- Caprice 〜フルート、ヴァイオリン、チェロ、ピアノ、打楽器のための (2018, アンサンブル・アンテルコンタンポランプロジェクト)
- Spark Extensions 〜オーボエをソロとする木管五重奏のための (2022, 宮村和宏委嘱)

### ソロ／アンサンブル（エレクトロニクスを含む）
- Reflections 〜3人のフルート奏者とインスタレーションのための (2011, eX.16「マグナムトリオ、現代音楽を吹き飛ばす。」公募招待)
- Espace strié 〜電子音響のための (2014, Contemporary Computer Music Concert入選)
- Danse d'atomes (ダンス・ダトム) 〜サクソフォンと電子音響のための (2015, フランス電子音響音楽の日々音楽祭招待)
- Chelsea caprice (2016/17, パリフィルハーモニー／パリ国立高等音楽院共同プロジェクト, IRCAM Cursus制作)
- Stipple & Shadow (点描と影) 〜ギターとライブエレクトロニクスのための (2017, IRCAM Cursus制作, ManiFeste音楽祭)
- KYO-EN 〜打楽器、自動演奏打楽器群とライブエレクトロニクスのための (2021, 東京オペラシティB→C 悪原至 委嘱)
- Danse d'atomes (ダンス・ダトム) 〜クラリネットと電子音響のための (2021)
- 粒子の踊り 公演／インスタレーション (2021, 京都芸術センター委嘱)
- バッハ：カンタータ第20番より「おお永遠よ、雷の言葉よ」 〜エクステンデッドピアノのための (2022, 東京オペラシティB→C 瀬川裕美子 委嘱)
- リインカーネーション 〜エクステンデッドピアノのための (2022, 東京オペラシティB→C 瀬川裕美子 委嘱)

### 編曲
- モーツァルト：アヴェ・ヴェルム・コルプス (ローム ミュージック ファンデーション委嘱、ローム ミュージック フェスティバル2019)

### インスタレーション
- 粒子の踊り インスタレーション (2020/21, 京都芸術センター委嘱、出光音楽賞ノミネート)